# Independência FC
Der Independência Futebol Clube, in der Regel nur kurz Independência genannt, ist ein Fußballverein aus Rio Branco im brasilianischen Bundesstaat Acre.

## Erfolge
- Staatsmeisterschaft von Acre (13×): 1954, 1958, 1959, 1963, 1970, 1972, 1974, 1985, 1988, 1993, 1998, 2024, 2025
- Staatsmeisterschaft von Acre – 2nd Division: 2018

## Stadion
Der Verein trägt seine Heimspiele im Estádio Antônio Aquino Lopes, auch unter dem Namen Florestão bekannt, in Rio Branco aus. Das Stadion hat ein Fassungsvermögen von 8000 Personen.